# Promaque de Pellène
Promaque, également connu sous le nom de Promachos (en grec: Πρόμαχος), était un athlète grec.

## Biographie
Fils de Dryon, il était originaire de Pellène en Achaïe. 
Il fut vainqueur de la 94e Olympiade en 404 av. J.-C. Il a également remporté trois fois les Jeux isthmiques et néméens.
Comme c'était la coutume pour les champions olympiques, une statue de lui fut érigée à Olympie.